# Friedrich von Balthasar
Friedrich August von Balthasar (* 1777 in Schwedisch-Pommern; † 21. August 1811 in Stargard in Pommern) war ein preußischer Beamter.

## Leben

### Familie
Friedrich von Balthasar entstammte der Gelehrtenfamilie Balthasar und war der Sohn von Jakob Wilhelm von Balthasar († 1807), früherer Major in französischen Diensten und Erbherr auf Hohenmühl im Kirchspiel Dersekow.
Sein Großvater war Georg Nikolaus von Balthasar, Stadtkommandant von Greifswald.
Im Dezember 1805 heiratete er in Aschersleben Julia Karoline Eleonore Sophie (1784–1864), die Tochter des Generalmajors Anton Ernst Gottfried Eberhard von Schubaert.

### Werdegang
Zur schulischen Ausbildung von Friedrich von Balthasar liegen keine Hinweise vor.
Er immatrikulierte sich zu einem Studium der Kameralwissenschaften am 22. August 1795 an der Universität Greifswald und wechselte am 20. Oktober 1796 an die Universität Halle.
Im April 1798 bewarb er sich um ein Referendariat in Stettin und wurde, nachdem er bei der dortigen Pommerschen Kriegs- und Domänenkammer die Prüfung bestanden hatte, als Referendar bestätigt. In der Folge nahm er für anderthalb Jahre an Dienst- und Gemeinheitsaufhebungen in den Ämtern Klempenow und Verchen teil.
Im März 1801 beantragte er die Zulassung zum Rigorosum und bestand die Prüfung im Juli 1801.
Seit August 1801 war er Assessor und wurde am 9. Februar 1802, als Nachfolger des pensionierten Johann George Carl Lange (* 1770), zum Kriegs- und Domänenrat in Stettin befördert. Im Februar 1803 wurde er zur kurmärkischen Kriegs- und Domänenkammer nach Berlin befördert und trat dort die Stelle des zum Finanzrat beförderten Carl Wilhelm Brese (1752–1807) an. Sein Nachfolger in Stettin wurde Johann Friedrich Meinecke (* 1769).
1810 wurde er Vizepräsident der pommerschen Regierung (siehe Provinz Pommern) in Stargard.